# Atletica leggera ai Giochi della XXIX Olimpiade - Staffetta 4×100 metri femminile

Video della Finale (rumori dello stadio)

Video della Finale (telecronaca in russo)

## Presenze ed assenze delle campionesse in carica
| Competizione      | Atleta      | Prestazione | Pechino 2008 |
| ----------------- | ----------- | ----------- | ------------ |
| Olimpiadi 2004    | Giamaica    | 41”73       | Presente     |
| Commonwealth 2006 | Giamaica    | 43”10       | Presente     |
| Europei 2006      | Russia      | 42”71       | Presente     |
| Asiatici 2006     | Cina        | 44”33       | Presente     |
| Panamericani 2007 | Giamaica    | 43”58       | Presente     |
| Africani 2007     | Ghana       | 43”84       | Riserva      |
| Mondiali 2007     | Stati Uniti | 41”98       | Presenti     |

## Gara
In batteria le ragazze della Giamaica (due titolari e due riserve) fermano i cronometri su 42"24. Sarà il tempo più veloce della competizione e rimarrà la miglior prestazione mondiale dell'anno. Le statunitensi vengono squalificate (com'era successo anche per i colleghi uomini).
In finale la Giamaica schiera un quartetto di straordinario valore, composto da quattro atlete capaci di correre in meno di 10"90 la gara individuale. Ma al secondo cambio accade l'imponderabile: Kerron Stewart parte a razzo, troppo veloce per la compagna, che non riesce a consegnarle il testimone. È un regalo per le avversarie, tra le quali prevale la Russia. Secondo il Belgio, trascinato da Kim Gevaert al record nazionale. Non sono giunte al traguardo le britanniche per cambio mancato (lo stesso fallo delle giamaicane).
Ben otto delle 16 squadre nazionali iscritte sono incorse nella squalifica.
Nel 2016 il Comitato olimpico internazionale ha deciso di squalificare la russa Julija Čermošanskaja a causa della positività accertata a sostanze proibite. Con la decisione presa dal Cio l'oro nella staffetta passa al Belgio, argento alla Nigeria e bronzo al Brasile.

## Risultati
Il tempo della nazionale vincitrice, 42"54, è il più alto degli ultimi 32 anni.

### Finale
| Pos      | Paese         | Atlete                                                                        | Tempo |
| -------- | ------------- | ----------------------------------------------------------------------------- | ----- |
|          | Belgio        | Olivia Borlée Hanna Mariën Élodie Ouédraogo Kim Gevaert                       | 42"54 |
|          | Nigeria       | Ene Franca Idoko Gloria Kemasuode Halimat Ismaila Oludamola Osayomi           | 43"04 |
|          | Brasile       | Rosemar Maria Neto Lucimar Aparecida de Moura Thaissa Presti Rosângela Santos | 43"14 |
| 4        | Germania      | Anne Möllinger Verena Sailer Cathleen Tschirch Marion Wagner                  | 43"28 |
| Squal.   | Polonia       | Ewelina Klocek Daria Korczyńska Dorota Jędrusińska Joanna Kocielnik           |       |
| Ritirata | Giamaica      | Shelly-Ann Fraser Sherone Simpson Kerron Stewart Veronica Campbell-Brown      |       |
| Ritirata | Gran Bretagna | Jeanette Kwakye Montell Douglas Emily Freeman Emma Ania                       |       |
| Squal.   | Russia        | Evgenija Poljakova Aleksandra Fedoriva Julija Guščina Julija Čermošanskaja    | 42"31 |